# 조영택
조영택(趙永澤, 1951년 1월 21일~)은 대한민국의 정치인으로, 제18대 국회의원이다.

## 학력
- 1963년 광주서석국민학교 졸업
- 1966년 광주서중학교 졸업
- 1969년 광주제일고등학교 졸업
- 1973년 연세대학교 행정학 학사
- 1975년 육군보병학교
- 1977년 국방대학교 행정학사
- 1990년 연세대학교 행정대학원 행정학 석사
- 2008년 한양대학교 행정자치대학원 행정학 박사

## 경력
- 제13회 행정고등고시 합격
- 전라남도청 농정국 농정과장
- 이북5도위원회 관리담당관
- 이북5도위원회 총무담당관
- 장성군수
- 내무부 민방위본부 편성운영과장
- 내무부 민방위본부 교육훈련과장
- 내무부 지방세제국 지방세심의담당관
- 내무부 지방행정국 지도과장
- 내무부 지방행정국 행정과장
- 경기도청 기확관리실장
- 의정부시장
- 군포시장
- 경기도청 공영개발사업단장
- 국무조정실 내무행정심의관
- 대통령직인수위원회 전문위원
- 국무조정실 자치행정심의관
- 행정자치부 공보관 이사관
- 행정자치부 인사국장
- 행정자치부 자치지원국장
- 행정자치부 차관
- 공무원연금관리공단 이사장
- 국무조정실장
- 민주당 제6정책조정위원장
- 민주통합당 원내대변인
- 더불어민주당 광주 서구 을 지역위원회 위원장

## 상훈
- 1974 새마을 유공
- 1980 근정포장(새마을유공)
- 1991 녹조근정훈장

## 가족
- 배우자: 전경필
- 자녀: 1남 1녀

## 역대 선거 결과
|  | 33.94% |

|  | 79.14% |

|  | 18.55% |

|  | 29.8% |

## 같이 보기
- 서구 갑 (2004년 광주 선거구)
- 광주 서구의 국회의원
- 장성군수
- 의정부시장
- 군포시장
- 대한민국의 행정안전부 차관
- 대한민국의 국무조정실 차장
- 대한민국의 국무조정실장